# Wilhelm Arndt
Wilhelm Ferdinand Arndt, född 27 september 1838 i Lobsens i provinsen Posen, död 10 januari 1895 i Leipzig, var en tysk historiker.
Arndt studerade historia i Göttingen under Georg Waitz. Han blev 1875 docent och 1876 extra ordinarie professor i historia vid Leipzigs universitet samt 1894 professor i historiska hjälpvetenskaper där. Sedan 1862 var han medarbetare i "Monumenta Germaniæ Historica" och utgav i denna urkundssamling bland annat Gregorius av Tours verk. 
En frukt av hans paleografiska studier är två häften mycket använda Schrifttafeln zur Erlernung der lateinischen Paläographie (1874–1878; tredje upplagan 1897–1898). Han bedrev även forskning i Sverige. Arndt var också kännare av Johann Wolfgang von Goethe.